# الخطوط الجوية اليمنية الرحلة 448
رحلة الخطوط الجوية اليمنية 448 هي رحلة طيران ركاب محلية أقلعت من صنعاء متجهة إلى مدينة الحديدة وخطفت بتاريخ 23 يناير 2001.
وكانت الطائرة التابعة للخطوط الجوية اليمنية من النوع بوينغ 727-2 إن 8 أقلعت من مطار صنعاء الدولي وبين الركاب سفير الولايات المتحدة في اليمن ونائب رئيس البعثة إلى اليمن وكذلك السفير اليمني في الولايات المتحدة.
بعد 15 دقيقة من إقلاعها قام رجل يستخدم مسدس على شكل قلم بالتهديد مطالبا بتوجيه الطائرة إلى العراق والهبوط بها في بغداد، وبالإضافة إلى السلاح الذي يحمله الخاطف زعم أن لديه متفجرات موضوع في حقيبته اليدوية. وأقنع طاقم الطائرة الخاطف بالاتجاه إلى جيبوتي أولا للتزود بالوقود ثم التوجه إلى بغداد.
بعد هبوط الطائرة بشكل اضطراري في مطار جيبوتي أمبولي الدولي استطاع طاقم الطائرة التغلب على الخاطف وأثناء محاولة السيطرة على الخاطف أطلق رصاصة أصابت مهندس الطائرة.
أما الخاطف فهو عراقي عاطل عن العمل ويريد البحث عن فرص عمل في أماكن أخرى وتم تسليمه إلى اليمن وحكم عليه بالسجن 15 عاما في مارس 2001.